# Malin Olsson
Malin Isabel Sofie Dos Santos Cardoso Olsson (Skattungbyn, Orsa, Suécia, 19 de março de 1982), é uma cantora e apresentadora de televisão sueca, eleita Miss Suécia 2001 e representando seu país no concurso Miss Universo, onde não conseguiu ficar entre as 10 primeiras. Atualmente é uma popular apresentadora do canal sueco SVT, além de fazer parte do grupo pop feminino NG3.
Olsson cresceu em Skattungbyn em Dalarna, descendente de mãe portuguesa e pai sueco.

## References
1. ↑  «Pageant News Bureau (PNB) - Pageant News». Pageant.com. Consultado em 9 de fevereiro de 2010. Arquivado do original em 31 de janeiro de 2010